# 巴祖热
巴祖热（法語：Bazougers，法語發音：[bazuʒe]）是法国马耶讷省的一个市镇，位于该省中部偏东南，属于拉瓦勒区。

## 地理
巴祖热（48°0'59"N, 0°34'51"W）面积31.72 平方千米，位于法国卢瓦尔河地区大区马耶讷省，该省份为法国西北部内陆省份，北起芒什省和奧恩省，西接伊勒-维莱讷省，南至曼恩-卢瓦尔省，东临萨尔特省。
与巴祖热接壤的市镇（或旧市镇、城区）包括：阿尔克奈、拉巴祖日德谢姆雷、卢维涅、帕尔内叙罗克、圣但尼迪迈讷、圣乔治勒弗莱沙尔、韦特河畔苏尔热。

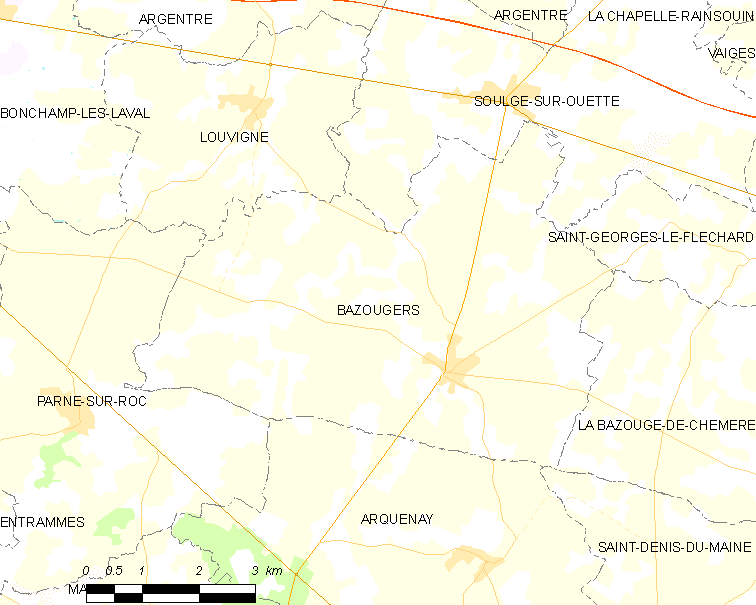
巴祖热的OSM定位图

巴祖热的时区为UTC+01:00、UTC+02:00（夏令时）。

## 行政
巴祖热的邮政编码为53170，INSEE市镇编码为53025。

## 政治
巴祖热所属的省级选区为梅莱迪迈讷县。

## 人口

1962-2008年间巴祖热人口变化图示

巴祖热于2022年1月1日时的人口数量为1086人。